# 新井風愉
新井 風愉（あらい ふゆ、1979年 - ）は、日本の映像作家。株式会社ロボット所属、武蔵野美術大学卒業。
1979年生まれ。武蔵野美術大学在学中より映像制作を始める。「play」でキヤノンデジタルクリエーターズコンテスト2001グランプリ&ベネトン賞。2002年には同コンテストでブロンズ賞。2002年にロボット入社、2016年からはマネージメント契約。

## 作品
- 1999年 実験映像「DOTS」
- 2000年 実験映像「play」
- 2002年 上映 Cinema de demain ポンピドゥー・センター
- 2004年 上映 クレルモンフェラン国際短編映画祭 フランスオーベルニュ
- 2011年 つながるのうた ROBOTオリジナル作品

## CM
- ギャガ キル・ビル (KILL BILL)映画予告 特報第2弾（2003年）
- PASMO あの街もこの街も（2007年）
- 佐川急便 青いインフラ編（2009年）、ビジネスに染まる編（2010年）、カラートラック編 / いくよ明日も編（2011年）
- 小学館 菊池亜希子ムック マッシュvol,1（2012年）

## ミュージックビデオ
- orange pekoe -「極楽鳥」: 共同ディレクター・清川あさみ（2003年）
- YUI -「Good-bye days」（2006年）
- 永野亮 -「はじめよう」（2012年）

## テレビドラマ
- 舞いあがれ! - タイトル映像（2022年、NHK）[3]

## 受賞歴
- キヤノンデジタルクリエーターズコンテスト2001 グランプリ&ベネトン賞（デジタルムービー部門、2001年）[4]
- キヤノンデジタルクリエーターズコンテスト2002 ブロンズ賞（デジタルムービー部門、2002年）[5]
- 第16回文化庁メディア芸術祭（エンターテイメント部門 新人賞 『永野亮「はじめよう」PV』 2012年）[1]
- 第54回アヌシー国際アニメーション映画祭 クリスタル賞（グランプリ）（広告作品部門「Tissue Animal」2014年）[6]